# Lipinki (Białoruś)
Lipinki (biał. Ліпінкі, ros. Липинки) – wieś na Białorusi, w obwodzie brzeskim, w rejonie brzeskim, w sielsowiecie Domaczewo, położona nad Bugiem nieco powyżej polskiej miejscowości Dołhobrody.

## Historia
W XVI w. Lipinki były leżącą na brzegu Bugu osadą flisaków i rybaków. Wraz z Dołhobrodami, Pawlukami i Charsami należały do włości dołhobrodzkiej Bohowitynowiczów, Radziwiłłów, Leszczyńskich i ponownie Radziwiłłów (od 2 poł. XVII w.), wchodząc w skład klucza sławatyckiego dóbr bialskich, leżącego na terenie powiatu brzeskiego w województwie brzeskim litewskim. 
Znajdowała się tu przeprawa przez rzekę, a Lipinki wraz z Charsami pełniły rolę portów załadowczych dla wywozu towarów z dóbr dołhobrodzkich.
W XIX w. wieś znajdowała się w gminie Domaczewo w powiecie brzeskim guberni grodzieńskiej.
W okresie międzywojennym Lipinki należały do gminy Domaczewo w powiecie brzeskim województwa poleskiego. Według spisu powszechnego z 1921 r. była to wieś licząca ogółem 22 domy. Mieszkały tu 162 osoby: 71 mężczyzn i 91 kobiet. Pod względem wyznania 149 mieszkańców było prawosławnymi, 10 – ewangelikami, 3 – rzymskimi katolikami. Prawie wszyscy deklarowali narodowość białoruską, tylko 3 osoby – polską.
Po II wojnie światowej w granicach ZSRR i od 1991 r. w niepodległej Białorusi. W wyniku ustanowienia granicy na Bugu Lipinki, podobnie jak inne nadrzeczne miejscowości, zostały przesiedlone o 1,5-3 km na wschód.

## Współczesność
Obecnie w Lipinkach istnieje przystanek kolejowy Lipinki na trasie między stacjami Kolei Białoruskich: Brześć Centralny – Włodawa (w Tomaszówce).